# Sovrymdskepp
Ett sovrymdskepp är en rymdfarkost där de flesta passagerarna under färd ligger och sover, nedfrysta. Än har inga sådana byggts, men däremot föreslagits för interstellära resor. Däremot är fenomenet vanligt i science fiction.

### Fotnoter
1. ↑  ”säsong 1”. Scifi info Sverige. 27 februari 1978. Arkiverad från originalet den 23 oktober 2013. https://web.archive.org/web/20131023041528/http://scifi-info.nu/space/battlestargalactica/classicgalactica/s1.html. Läst 14 september 2014.